# 3M80 Moskit

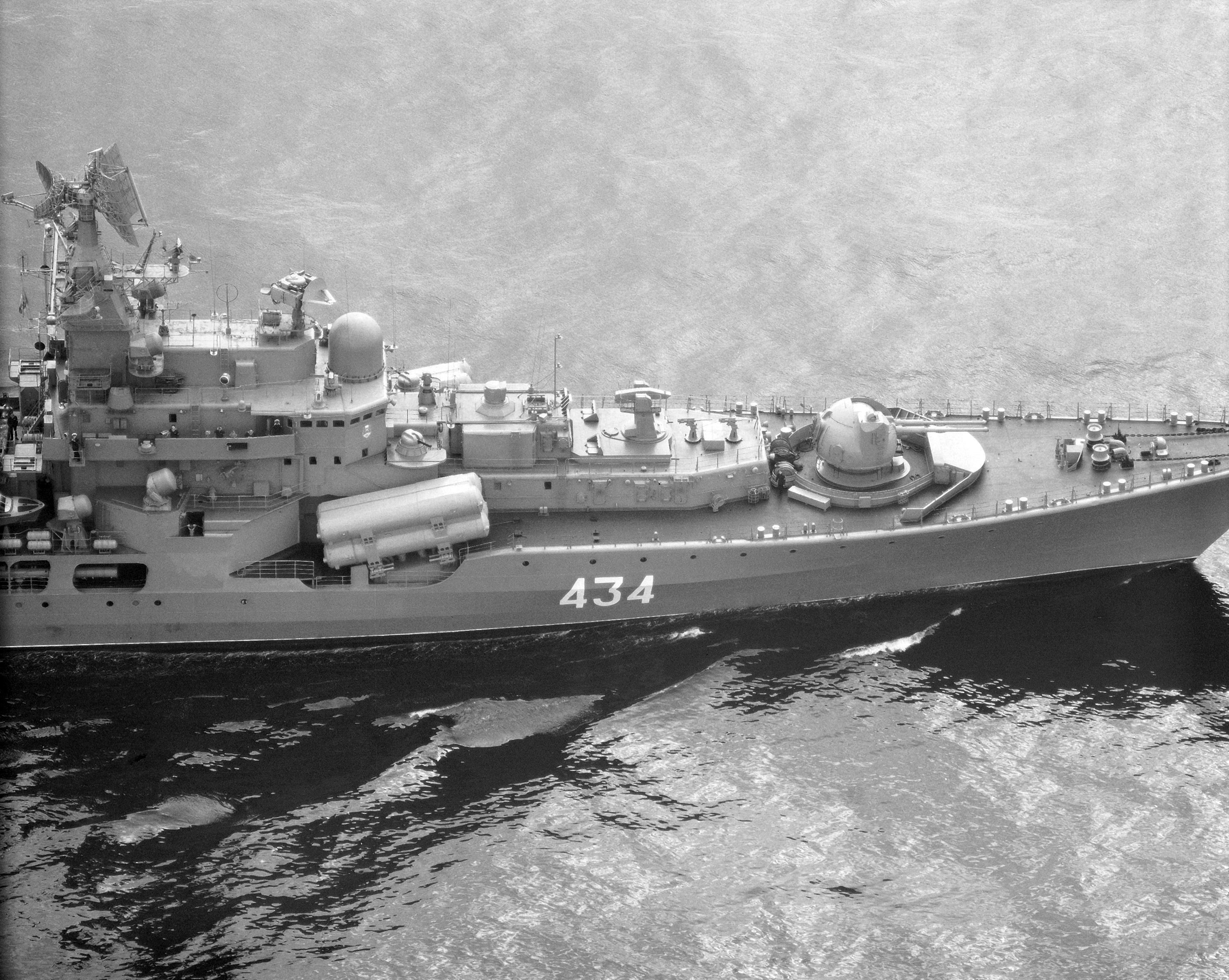
Niszczyciel „Otlicznyj”, po bokach nadbudówki widoczne poczwórne kontenery rakiet 3M80

3M80 Moskit (kod NATO SS-N-22 Sunburn, inne oznaczenia P-270, Ch-41) – radziecki przeciwokrętowy pocisk rakietowy.

## Historia
Moskit został wprowadzony do uzbrojenia na początku lat 80 XX w. jako uzbrojenie niszczycieli rakietowych projektu 956. Później uzbrojono w niego korwety projektu 1241.1MP, niszczyciele projektu 1155.1 i korwety projektu 1239. W latach 90 XX w. zaprezentowano także wersję lotniczą oznaczoną jako ASM-MMS (prawdopodobnie także Ch-41) która miała stać się uzbrojeniem samolotów Su-33.
Rakieta 3M80 napędzana jest silnikiem rakietowo-strumieniowym. W pierwszej fazie działa on jako silnik rakietowy. Po wypaleniu się stałego paliwa z komory silnika, staje się ona komorą spalania silnika strumieniowego. Pocisk stosuje naprowadzanie bezwładnościowe w pierwszej fazie lotu (z możliwością korekcji radiowej) oraz aktywne radiolokacyjne w końcowej.
Rakiety 3M80 znajdują się na uzbrojeniu sił zbrojnych Rosji, Indii i Chin.

## Dane taktyczno-techniczne
- Masa pocisku: 4500 kg
- Masa głowicy bojowej: 320 kg
- Długość: 9,74 m
- Średnica kadłuba: ?? m
- Rozpiętość: 2,10 m
- Prędkość: 3 Ma
- Zasięg: 250 km
- Wysokość lotu: 20 m